# Jean Jacques Boudet

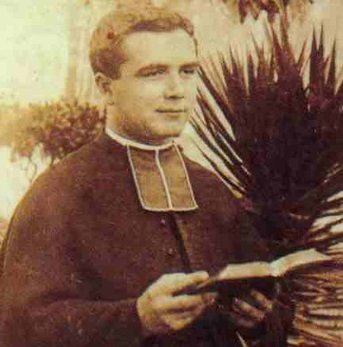
Abbé Henri Boudet

Jean Jacques Boudet, besser bekannt als Abbé Henri Boudet (* 16. November 1837 in Quillan; † 26. März 1915 in Axat), war ein französischer Priester und Schriftsteller. Seine Veröffentlichungen werden dem Bereich der Esoterik zugeordnet.

## Wirken
Boudet wurde 1861 in der Diözese Carcassonne zum Priester ordiniert. Von 1872 bis 1914 wirkte er in der Gemeinde von Rennes-les-Bains. Sein privates Interesse galt der Sprachforschung, im Speziellen den keltischen Sprachen. Er verfasste ein Buch mit dem Titel Die wahre Sprache der Kelten und der Kromlech von Rennes-les-Bains, auf das in Veröffentlichungen anderer Autoren Bezug genommen wird. Weiter sind private Aufzeichnungen von ihm bekannt, die jedoch erst nach seinem Tod in weiterführender Literatur veröffentlicht wurden.
Heute wird Boudet vor allem mit Bérenger Saunière, der zur selben Zeit in Rennes-le-Château Pfarrer war, in Verbindung gebracht. So verfolgen Autoren wie beispielsweise Robert Howells, Lynn Picknett und Clive Prince sowie Henry Lincoln mit Michael Baigent und Richard Leigh und noch einige mehr die These, dass Boudet und Saunière in eine Verschwörung um den Fund des Heiligen Grals verwickelt waren.

## Das Buch
Boudet sammelte Ortsbezeichnungen und Namen aus der Umgebung von Rennes-les-Bains. Diese glich er mit der englischen Sprache ab. Er war der Ansicht, dass Englisch die ursprüngliche, seit den biblischen Vätern vorhandene, keltische Sprache sei. Zudem sind in dem Buch Landkarten mit den erforschten Bezeichnungen enthalten.
Das Erstausgabedatum von La Vraie langue celtique et le Cromleck de Rennes-les-Bains ist 1886, jedoch sind im Laufe der Jahre mehrere Auflagen erschienen. Neben einer englischen Übersetzung gibt es seit 2007 und 2009 zwei voneinander unabhängige deutsche Übersetzungen.

## Die Theorie moderner Literatur
Boudets Rolle in der Geschichte um das Rätsel von Rennes-le-Château sei nicht ganz klar; allgemein würde ihm aber eine besondere Bedeutung eingeräumt. Angeblich halten viele Forscher Boudet für den eigentlichen Auslöser der angeblich "mysteriösen" Ereignisse – und für den Grund für Saunières Reichtum. Die Kontobücher Boudets von 1891 bis 1893 und von 1895 bis 1901 sollen Überweisungen für Saunières Haushälterin, Marie Dérnanaud, im Wert von insgesamt 3.679.431 Franc in Gold enthalten.
Boudet soll als gelehrt gegolten haben. Er soll perfekt Griechisch, Lateinisch, Englisch und (Alt- bzw. Angel-)Sächsisch beherrscht haben. Sein Verhalten als Pfarrer in Rennes-les-Bains soll allerdings als reichlich eigenartig gegolten haben: Er soll beispielsweise das Grab von Abbé Jean Vié verändert haben, indem er ein falsches Todesdatum angab.
Zum ersten Mal soll Boudet über seinen Vorgänger Jean Vie und einen seiner Lehrer, Abbé Emile-François Cayron, mit dem Familiengeheimnis der Blancheforts konfrontiert worden sein. Auf stundenlangen Wanderungen soll der Pfarrer oft und gemeinsam mit seinem Bruder Edmond die Berge und Täler der Umgebung studiert haben. Das unweit gelegene Rennes-le-Château wird aber angeblich in keiner seiner Schriften erwähnt. Seine schriftstellerische Tätigkeit gibt angeblich auch Rätsel auf. Seine Buchveröffentlichung La vraie langue celtique soll Mysterien in sich bergen.
Laut Originalausgabe wurde das Buch 1886 im Verlag François Pomiès veröffentlicht; der Verlag soll aber zu diesem Zeitpunkt nicht mehr existiert haben: Er soll bereits 1880 geschlossen worden sein. Von dem Buch sollen zwei verschiedene Versionen existiert haben. Der Bischof soll vehement gegen das Buch protestiert haben; ein Amtskollege soll stattdessen aber erklärt haben: „Der Abbé Boudet weiß ein Geheimnis, das die größten Umwälzungen verursachen könnte.“ Das Buch selbst soll in einem kryptischen Schlüssel geschrieben sein. Boudet schreibt im Vorwort: „… Durch die Interpretation eines in einer fremden Sprache gebildeten Namens in das Geheimnis einer lokalen Geschichte eindringen …“